# Andreï Erchov
Pour les articles homonymes, voir Erchov.
Andreï Petrovitch Erchov (en russe : Андре́й Петро́вич Ершо́в ; né le 19 avril 1931 à Moscou et mort dans la même ville le 8 décembre 1988). Savant soviétique, un des pionniers de la programmation théorique et systématique, créateur de l'école sibérienne d'informatique, membre de l'Académie des Sciences d’URSS (AS-URSS). Ses travaux eurent une énorme influence sur l’essor et l'évolution de la programmation en URSS et dans le monde.
Il manifestait des talents multiples et s'intéressait à la poésie, à la guitare et au chant comme aux préoccupations des autres. Très doué pour la recherche, l'enseignement et la défense de ses idées, il impressionnait par son ampleur de vue, ses aboutissements, et sa généreuse amitié.

## Biographie
En 1954, il est diplômé de la Faculté de Mécanique-Mathématique de l'Université d’État de Moscou (FMM-UM) où il fut élève d'Alexeï Andreïevitch Liapounov (en). Il fut un des premiers programmeurs soviétiques à recevoir une formation spécialisée dans cette discipline. Après sa thèse soutenue à la FMM-UM en 1957, il prit la tête de la section de programmation théorique du centre informatique de l'AS-URSS.
En 1961, Erchov déménagea pour le campus de Novossibirsk (Akademgorodok), auquel fut alors liée toute son activité scientifique et pédagogique.
Il participa activement à la diffusion en URSS d'Algol 60 et Algol 68. De 1961 à 1965, il travailla sur le langage Alpha (ex Input Language) et ses outils pour les ordinateurs M-20. Alpha était une variante d'Algol 60, incluant les opérations matricielles et sur tranches, ainsi qu'une arithmétique complexe, tout en étant restrictif sur d'autres points.
Dans les années 1970, Erchov élabora un schéma générique pour la compilation de divers langages, adapté à la création de fragments optimisés de traducteurs. Ce schéma articulait plusieurs tâches pour l'automatisation de la programmation : analyse des propriétés des programmes, systèmes de transformation de programmes, étude de la définition des langages source et étude des compilateurs optimiseurs. Pour sa mise en œuvre, un langage spécialisé était nécessaire. Un tel processeur universel de programmation (et son langage interne de description) fut créé et reçut le nom de Beta.
Dans ces mêmes années 1970, Erchov exerça activement une activité pédagogique. Autour de lui, s'organisa un collectif informel de collaborateurs scientifiques de divers instituts académiques (avant tout, le centre informatique de la branche sibérienne de l'AS-URSS) et de l'Université d'État de Novossibirsk, de professeurs des lycées et des universités pédagogiques (équivalents des IUFM français), conduisant un vaste programme d'expériences, de recherche et de conception dans le domaine de l’enseignement de l'informatique à l'école (informatique scolaire).
Au milieu des années 1980, Erchov développa ces idées et proposa de créer un langage ouvert, auto-extensible, dans lequel on pourrait décrire un programme futur, ses composants et les objets du domaine de problème. Ce langage fut nommé « Lexicon ». Par opposition aux langages spécifiques, il proposait le concept de langage ouvert : « Lexicon doit contenir les symboles mathématiques standard de l'algèbre, la théorie des ensembles, la logique mathématique… Lexicon doit permettre la transformation formelle des programmes dans n'importe quel langage de programmation. »
En 1981, à la 3e conférence organisée à Lausanne par l'International Federation for Information Processing (IFIP) et l'UNESCO sur l'utilisation des ordinateurs dans l'enseignement, Erchov fit un exposé intitulé « La programmation est une deuxième alphabétisation ». Le titre de l'exposé devint vite un slogan. À Novossibirsk, se continuèrent des expériences d'enseignement de la programmation en milieu scolaire. L'ordinateur Agat fut construit avec le système Chkolnitsa (Школьница : l'écolière) et le langage Rapira (Рапира : la rapière), plutôt meilleur que le Pascal.
En 1985, avec un groupe de coauteurs, il publia le manuel scolaire Bases de l'informatique et des techniques informatiques, qui fut à l’origine de l'enseignement de l'informatique dans de nombreuses écoles de l'URSS.
Il utilisait comme notation algorithmique un langage de type Algol , appelé Langage Algorithmique Russe (ou langage algorithmique scolaire), et par plaisanterie, Ershol. L’implémentation de ce langage permit les E-praktikum, (Е-практикум : travaux pratiques de programmation, avec E pour Ershov) à la FMM-UM.

## Influence
Ses travaux exercèrent une grande influence sur le futur gourou de la programmation Donald Knuth, qui devint par la suite son ami.
Donald Knuth considère qu’Erchov a inventé la notion de hachage, et l’un des premiers algorithmes de compilation des expressions arithmétiques.
Erchov fut organisateur ou participant de nombreuses conférences internationales, membre de comités de revues scientifiques russes et étrangères, et de sociétés savantes, particulièrement de l'IFIP.
Il est réputé pour son discours « Esthétique et facteur humain en programmation » prononcé à l’AFIPS Spring Joint Computer Conference en 1972, publié dans les Communications of the ACM.
Il prit activement part à la création de la revue spécialisée Outils et systèmes à base de microprocesseurs dont il fut l'un des principaux rédacteurs.

## Distinctions
Ses travaux, en particulier sur la programmation théorique et systématique, reçurent une reconnaissance internationale : il fut reçu membre de l'ACM (1965), et en 1975 membre honoraire (distinguished fellow) de la British Computer Society. En 1981, il reçut la Silver Core Award de l'IFIP.
En avril 1987, Erchov devint président du conseil scientifique de l'AS-URSS pour les problèmes complexes de cybernétique.
Pour une contribution essentielle dans la théorie des calculs mixtes, il fut le premier informaticien à recevoir le prix Académicien A.N. Krylov.
Il est enterré à Novossibirsk, sur le campus Akademgorodok.
Portent le nom d'Erchov : l'Institut des systèmes informatiques, le prix du jeune savant de la Branche Sibérienne de l'Académie des Sciences Russe, un amphithéâtre et une bourse d’étudiant de l'Université de Novossibirsk. Dans l'Institut sont conservées sa bibliothèque et ses archives scientifiques.
La conférence PSI (Perspective of System Informatics) est sous-titrée : Ershov Informatics Conference.

## Anecdotes
Donald Knuth raconte : « Cela a commencé quand j'étais étudiant en dernière année. C'est alors que parut le livre d'A. Erchov Programmation pour le BESM, et notre groupe d'étudiants put convaincre le professeur de russe de l'inclure dans le cours en tant qu'un des deux recueils de textes pour l'étude du vocabulaire scientifique. »
Séjournant plusieurs fois chez E.W. Dijkstra, Erchov en profitait pour se tenir au courant de ses travaux, qu'il diffusait par la suite en URSS.